# Villarrica Airport
Villarrica Airport är en flygplats i Chile.   Den ligger i provinsen Provincia de Cautín och regionen Región de la Araucanía, i den södra delen av landet, 700 km söder om huvudstaden Santiago de Chile. Villarrica Airport ligger 295 meter över havet.
Terrängen runt Villarrica Airport är platt norrut, men söderut är den kuperad. Terrängen runt Villarrica Airport sluttar norrut. Närmaste större samhälle är Villarrica, 3,5 km norr om Villarrica Airport.
I omgivningarna runt Villarrica Airport växer huvudsakligen savannskog. Runt Villarrica Airport är det ganska glesbefolkat, med 22 invånare per kvadratkilometer.